# Île Saddle
L’île Saddle est une île des îles Orcades du Sud.